# Eudald Domènech i Riera
Eudald Domènech i Riera (Ripoll, 1962) és un empresari vinculat a les noves tecnologies i Internet.
Primer empresari de l'Estat espanyol de la xarxa, el 1993. Fundador de Servicom, el primer proveïdor "independent" d'accés comercial i serveis d'Internet a Espanya (Goya no es podia considerar independent o privat). És cofundador de World Online, fundador de Telépolis, cofundador d'InOutTV, SincroGuiaTV i Total Channel.
“Considerat el primer empresari d'Internet a Espanya, va fundar el seu imperi amb poc més de 10 milions de pessetes. Després de moltes vicissituds, aquest enginyer mecànic català de 39 anys que mai no va exercir com a tal, creador del primer proveïdor d'accés a Internet que van conèixer molts usuaris d'aquest país, va decidir perdre la seva independència. Va buscar i trobar el seu propi primo zumosol, com ell el denomina. El portal a Internet de Retevisión, EresMas, va pagar uns 14.000 milions de pessetes pel portal Telépolis, propietat de la seva empresa, probablement l'últim gran portal independent que quedava a la Internet espanyola. S'ha arruïnat diversos cops, però ha surat més cops encara”, escrivia l'any 2000 la periodista Núria Almiron al seu llibre Cibermillonarios. Servicom distribuïa diverses bases de dades d'informació general produïdes per institucions externes. Als inicis oferia seleccions dels diaris El Mundo i El Periódico de Catalunya, i revistes com El Temps. L'alta al servei costava 3.220 pessetes, el kit de connexió, 4.590 i la quota mensual bàsica, 1.380.

## Servicom i altres
L'empresa Servicom va ser fundada per Eudald Domènech el 1993, amb una mica més de 10 milions de pessetes. Distribuïa diverses bases de dades d'informació general produïdes per institucions externes. En els inicis, l'entorn suportat per Alberto Lozano, funcionava amb FirstClass només per a Macintosh encara que posteriorment es va adaptar per a IBM-PC i oferia seleccions dels diaris El Mundo i El Periódico de Catalunya, i revistes com El Temps. L'alta al servei costava 3220 pessetes, el kit de connexió, 4590 i la quota mensual bàsica, 1380.
Considerat el primer servei "independent" d'internet a Espanya, Goya, un servei anterior, no es podia considerar independent o privada, ja que la va crear l'administració limitada a l'àmbit universitari i RedesTV no va proporcionar accés a internet fins al 1999. Després de moltes vicissituds, Servicom va passar a ser el segon proveïdor d'accés a internet que van conèixer desenes de milers d'usuaris espanyols.
Després de Servicom, el gener del 1996 Domènech va crear un nou portal d'internet i primera comunitat virtual a Espanya, Telèpolis. Quan EresMas va voler obrir el seu mercat a la xarxa, va pagar en accions de Retevisión uns 14 000 milions de pessetes per Telépolis, probablement l'últim gran portal independent que quedava a la internet espanyola.
World Online va ser un proveïdor de serveis d'internet (ISP) europeu cofundat per Eudald Domènech, de finals de la dècada de 1990 amb la Bombolla puntcom.
InOutTV és una empresa fundada per Eudald Domènech l'any 2000, que permetia veure canals espanyols de televisió. El 2012, InOutTV era liquidada, amb un passiu acumulat de set milions d'euros.
SincroGuiaTV és una aplicació llançada per InOutTV (Eudald Domènech) per consultar la programació de canals espanyols de televisió “a Espanya” (analògics i TDT).
Total Channel és un servei amb dotze canals de pagament a territori espanyol, cofundat per Eudald Domènech. El 2013 venia l'empresa a Mediapro.

## Obra
- Negocios 3.0: mitos y realidades de internet y la nueva economía (Ediciones B, 2011). Domènech, Eudald; Almiron, Nuria.[18]